# مورتسهوفن
مورتسهوفن (به آلمانی: Mürzhofen) یک منطقهٔ مسکونی در اتریش است که در بروک مورتسوچلاگ واقع شده‌است. مورتسهوفن ۱٫۹۲ کیلومتر مربع مساحت دارد ۵۶۱ متر بالاتر از سطح دریا واقع شده‌است.